# Borovník
Borovník (en allemand : Borownik) est une commune du district de Brno-Campagne, dans la région de Moravie-du-Sud, en République tchèque. Sa population s'élevait à 99 habitants en 2020.

## Géographie
Borovník est arrosée par la Halda et se trouve à 15 km à l'ouest de Tišnov, à 33 km au nord-ouest de Brno et à 152 km au sud-est de Prague.
La commune est limitée par Rozseč au nord-ouest, par Rojetín au nord-est, par Níhov au sud-est, et par Březí au sud-ouest.

## Histoire
La première mention écrite de la localité date de 1398.